# Aghstafa (distrikt)
Ağstafa Rayonu är ett distrikt i Azerbajdzjan. Det ligger i den västra delen av landet, 400 kilometer väster om huvudstaden Baku. Antalet invånare är 76 302. Arean är 1 504 kvadratkilometer.
Terrängen i Ağstafa Rayonu är huvudsakligen kuperad.
Följande samhällen finns i Ağstafa Rayonu:
- Aghstafa
- Dag Kesaman
- Xətai
- Kechasker
- Kyryly
- Kirovka
- Kochvelili
- Vurğun
- Yenikend
- Muğanlı
- Eynallı
- Pirili
- Kyrakh Kesaman
- Böyük Kəsik
- Saloğlu
- Xılxına
- Karagasanly
- Dyuzkyshlak

Trakten runt Ağstafa Rayonu består till största delen av jordbruksmark. Runt Ağstafa Rayonu är det ganska tätbefolkat, med 72 invånare per kvadratkilometer.